# Governacions de Palestina

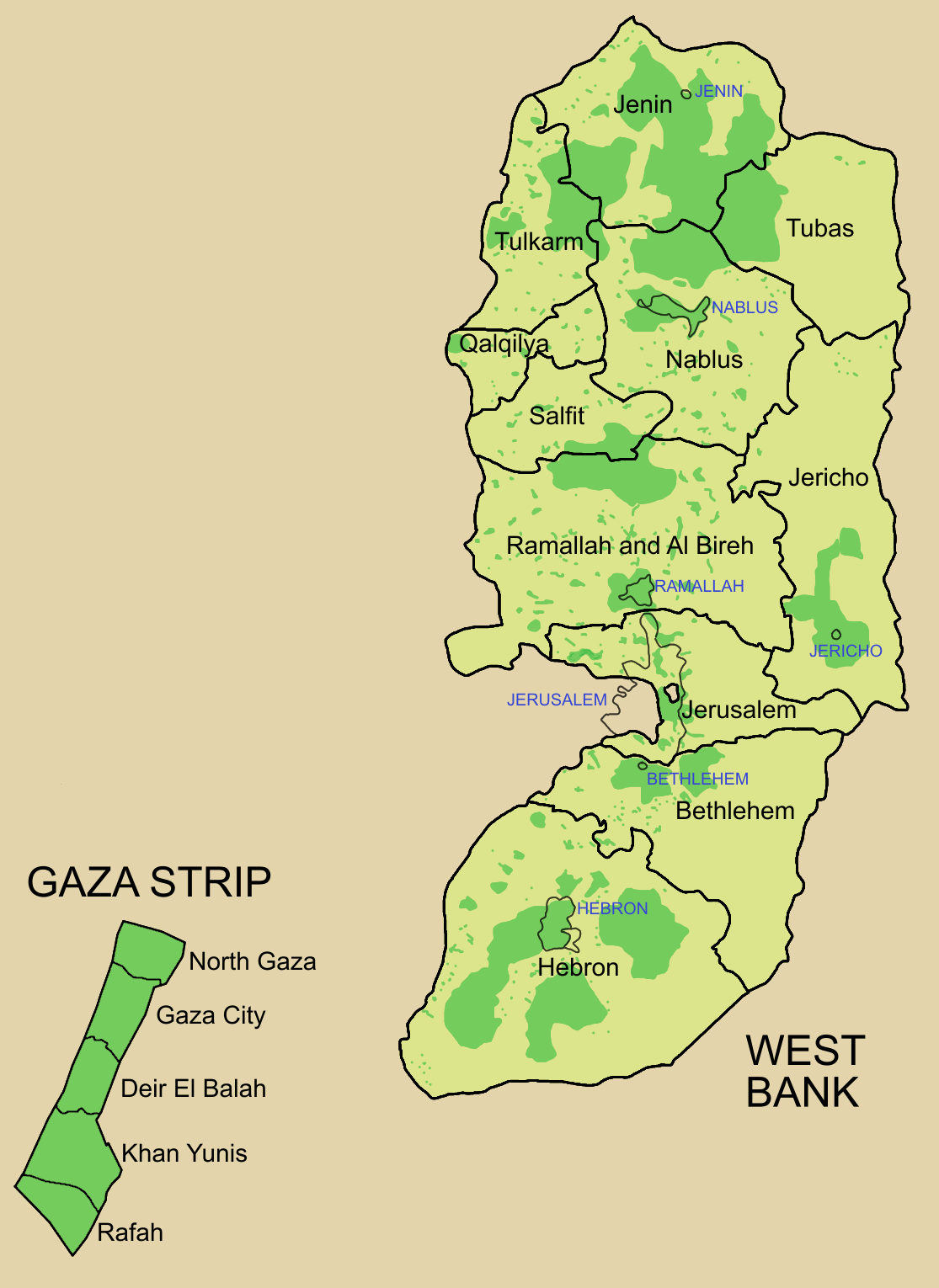
Mapa electoral de Palestina de 2006, les àrees on l'autoritat palestina és efectiva són en verd fosc i en verd clar aquelles on l'autoritat és formal

Les governacions de l'Autoritat Nacional Palestina (àrab: محافظات فلسطين, muḥāfaẓāt Filisṭīn) són les divisions administratives principals dels territoris palestins.
Després de la signatura dels Acords d'Oslo, els territoris aleshores ocupats per Israel Cisjordània i Franja de Gaza van ser dividits en tres àrees (zona A, zona B, i zona C) i 16 governacions sota la jurisdicció de l'Autoritat Nacional Palestina. Des de l'any 2007, hi havia dos governs que afirmen ser el govern legítim de l'Autoritat Nacional Palestina, un de radicat a Cisjordània i un de radicat a la franja de Gaza.

## Llista
| Nom            | Població (2012) | Àrea (km²) | Densitat |
| -------------- | --------------- | ---------- | -------- |
| Cisjordània    | 2.345.107       | 5.671      | 413.53   |
| Franja de Gaza | 1.416.539       | 360        | 3.934.83 |
| Total          | 3.761.646       | 6.020      | 624.86   |

## Cisjordània
| Jenin Qabatiya Ya'bad Yamun JENIN Tulkarm TULKAREM TUBAS Tubas Nablus NABLUS QALQILYA Qalqilyah SALFIT Salfit RAMAL·LAH I AL-BIREH Ramal·lah al-Bireh Beitunia Jericó JERICÓ Jerusalem (al-Quds) JERUSALEM Betlem BETLEM HEBRON Halhul Hebron Yatta Dura ad-Dhahiriya |

| Governació                                      | Població  | Àrea (km²) |
| ----------------------------------------------- | --------- | ---------- |
| Governació de Jenin                             | 256.212   | 583        |
| Governació de Tubas                             | 48.771    | 372        |
| Governació de Tulkarem                          | 158.213   | 239        |
| Governació de Nablus                            | 321.493   | 592        |
| Governació de Qalqilya                          | 91.046    | 164        |
| Governació de Salfit                            | 59.464    | 191        |
| Governació de Ramal·lah i al-Bireh              | 278.018   | 844        |
| Governació de Jericó                            | 41.724    | 608        |
| Governació de Jerusalem (inclosa Jerusalem Est) | 362.521   | 344        |
| Governació de Betlem                            | 176.515   | 644        |
| Governació d'Hebron                             | 551.129   | 1.060      |
| Total                                           | 2.345.107 | 5.671      |

## Franja de Gaza
| Gaza Nord Gaza GAZA Deir al-Balah Khan Yunis Rafah |

| Governació                  | Població  | Àrea (km²) |
| --------------------------- | --------- | ---------- |
| Governació de Gaza Nord     | 270.245   | 61         |
| Governació de Gaza          | 496.410   | 70         |
| Governació de Deir al-Balah | 205.534   | 56         |
| Governació de Khan Yunis    | 270.979   | 108        |
| Governació de Rafah         | 173.371   | 65         |
| Total                       | 1.416.539 | 360        |